# موسى جوليمي
موسى جوليمي، والمعروف أيضًا باسم موسى أمير ديبر (بالألبانية: Moisiu i Dibrës)‏، كان أحد النبلاء الألبان وقائد عصبة ليجه. في 1443-1444، استولى على جميع المقتنيات العثمانية في منطقة ديبار . لفترة وجيزة في عقد 1450 انضم إلى العثمانيين، لكنه سرعان ما تخلى عنهم وعاد إلى العصبة. توفي عام 1464، عندما أعدم علنا في القسطنطينية بعد أن أسره الجيش العثماني. في التقاليد الشعبية الألبانية، أصبح جوليمي بطلاً شائعًا في الغالب من خلال أغنية موسى جوليمي ( Kënga e Moisi Golemit).

## أسرة
ولد بالقرب من ديبار الحديثة وكان الابن الوحيد لموزاكو أريانيتي

## عصبة ليجه
عندما جاء جورج إسكندر بك إلى ألبانيا، سرعان ما تحالف موسى معه وأصبح قائدًا لحرس الحدود. تميز جوليمي لأول مرة في معركة تورفيول عام 1444. في وقت لاحق أشرف على محاولة منع فتح العثمانين لقلعة سفيتيغراد في مقدونيا الشمالية الحديثة.
بعد كارثة حصار بيرات، والحسد المتزايد للشهرة التي تراكمت على مر السنين، قام بخيانة قائده العام وانتقل إلى العثمانيين. ومع ذلك، لم تتبعه قوات الحدود الألبانية. وبدلاً من ذلك، تم تمرير قيادة قوات الحدود إلى نيكول وديميتر بيريشا.
بعد عام واحد عاد على رأس جيش من خمسة عشر ألف رجل قوي، لكنه هزم على الفور من قبل إسكندر بك. انسحب أولاً إلى مقدونيا ثم إلى القسطنطينية، حيث تجاهلته السلطات العثمانية. بعد ذلك بوقت قصير، عاد لإسكندر بك، الذي عفا عنه وأعاده وعاد إلى منصب قائد القوات الحدودية الألبانية.
كرس موسى بقية حياته للنضال الألباني، ولكن في عام 1464 سقط سجينًا لبالبن باديرا، وهو سنجكبي عثماني ألباني من سنجق أوخريد في معركة فايكال. أُرسل على عجل إلى القسطنطينية مع أمراء وقادة ألبان آخرين، تم جلده على قيد الحياة علنًا في القسطنطينية.

## إرث
في التقاليد الشعبية الألبانية، أصبح جوليمي بطل شعبي في الغالب من خلال أغنية موسى غوليمي (Kënga e Moisi Golemit)، ملحمة لشعب أربيريشي في جنوب إيطاليا.